# Општина Баркани (Ковасна)
Баркани (рум. Barcani) општина је у Румунији у округу Ковасна.
Oпштина се налази на надморској висини од 736 m.